# Modell der fördernden Prozesspflege
Das Modell der fördernden Prozesspflege oder System der fördernden Prozeßpflege ist ein von der deutschen Pflegewissenschaftlerin Monika Krohwinkel entwickeltes Pflegemodell. Es basiert auf der 1993 vorgestellten und weiterentwickelten Pflegetheorie nach Krohwinkel. Das Modell orientierte sich zunächst an den Aktivitäten und existenzielle Erfahrungen des Lebens (AEDL), seit dem „Zweiten Internationalen Pflegetheorien Kongress Nürnberg“ im Jahr 1999 wurde die Beziehung als zusätzlicher Faktor von Krohwinkel vorgestellt, die entsprechende Abkürzung lautet ABEDL. Das im deutschsprachigen Raum verbreitete Pflegemodell wird in der professionellen Gesundheits- und Krankenpflege sowie in der Altenpflege eingesetzt, dabei werden verschiedene Bezeichnungen für das Pflegemodell verwendet, darunter „Pflege nach Krohwinkel“, „AEDL-Strukturmodell“ oder „Pflege nach AEDLs“. Das Modell wird zu den ganzheitlichen Bedürfnismodellen mit mittlerer Reichweite gezählt und ist das bislang einzige Modell, das aus der deutschen Pflegewissenschaft heraus entstanden ist.
Ausgangspunkt des Modells sind die Bedürfnisse des Pflegebedürftigen. Krohwinkel geht davon aus, dass eine eingeschränkte Bedürfnisbefriedigung in einem der ABEDLs zur Notwendigkeit der Pflege führt und das Handeln der Pflegekraft erfordert. Das Pflegemodell selbst basiert auf fünf Komponenten, die in sich jeweils einen Bereich der Pflege abdecken, beispielsweise den Pflegeprozess oder die Rahmenbedingungen der Pflege.

## Entstehung und Grundlagen
Krohwinkel leitete in den Jahren von 1988 bis 1991 ein Forschungsprojekt zum ganzheitlichen Pflegeprozess an Apoplexiekranken. Aus den Forschungen und ihrer Tätigkeit innerhalb dieses Projektes entwickelte sie ihr Pflegemodell. Beeinflusst wurde Krohwinkels theoretische Arbeit insbesondere von dem 1976 von Roper, Logan und Tierney vorgestellten Pflegemodell der Lebensaktivitäten. Die Grundlagen, die auch das zuvor erschienene Modell der 14 Grundbedürfnisse von Virginia Henderson verwenden, sind vor allem die Theorien Carl Rogers humanistischer Psychologie, Abraham Maslows und die in der Maslowsche Bedürfnispyramide definierten Bedürfnisse des Menschen. Die Auffassungen von Carl Rogers über die Entwicklung von Personen, die Bedeutung von Wertschätzung und Respekt vor dem Menschen als Person war für Krohwinkel eine fundamentale Voraussetzung für förderndes Verhalten im Pflegeprozess. An Maslow beeindruckte Krohwinkel, dass zunächst einzelne Teile eines Menschen analytisch betrachtet werden, dann jedoch die Teile in ihren Zusammenhängen als sich verändernde Ganzheiten gesehen werden sollten. In Krohwinkels Pflegemodell werden zudem auch die Pflegetheorien Dorothea Orems (Selbstpflegedefizitmodell) und Martha Elisabeth Rogers (Energiefeldtheorie) fortgeführt. Das Modell ähnelt dem Pflegemodell der Aktivitäten des täglichen Lebens das von der Schweizerin Liliane Juchli formuliert wurde.

## Meta-Paradigma
Nach dem pflegewissenschaftlichen Aspekt lassen sich die Pflegetheorien und -modelle in vier Paradigmen oder Schlüsselkonzepte einteilen. Sie werden in ihrer Gesamtheit als Metaparadigma der Pflege bezeichnet und umfassen die Bereiche Mensch/Person, Umwelt, Gesundheit/Krankheit und Pflege. Anhand dieser Kriterien lassen sich die Zielsetzung, das Selbstverständnis und die Systematik einer jeden Theorie beschreiben und erfassen. Das Metaparadigma als beschreibendes Element ist pflegewissenschaftlich und metatheoretisch umstritten, wird aber innerhalb der Pflegebildung verwendet, um einen zusammenfassenden Überblick über eine Pflegetheorie zu geben.

### Mensch
Krohwinkel spricht in ihrem Konzept von „Mensch“ oder „Person“, dabei bezieht sie sich sowohl auf den Pflegebedürftigen, wie auch auf die Pflegeperson. Der Mensch wird als komplexes und integrales Wesen verstanden, das über eine eigene Identität und Integrität verfügt. Durch seine Integrität ist der Mensch in der Lage sich zu entwickeln, zu wachsen und sich zu verändern und ist urteilsfähig, kann Entscheidungen treffen, Handlungen vornehmen und Verantwortung übernehmen.

### Umgebung
In der ganzheitlichen Sicht Krohwinkels wird die Umgebung als ein wichtiger Faktor für Leben, Gesundheit und Wohlbefinden betrachtet, die das Leben und Erfahren des Einzelnen beeinflusst. Mensch und Umgebung sind offene, sich wechselseitig beeinflussende Systeme. Zur Umgebung gehören alle gesellschaftlichen, physikalischen, ökonomischen und materiellen Faktoren, die auf das System „Mensch“ einwirken und ihn Erfahrungen machen lassen.

### Gesundheit und Krankheit
Krohwinkel definiert Krankheit und Gesundheit als einen fortlaufenden Prozess, aus dem die Pflege die Ressourcen und Defizite des Gepflegten ableiten kann. Der Pflegebedürftige identifiziert Wohlbefinden und Unabhängigkeit als subjektiv empfundene Teile der Gesundheit.

### Pflege
Pflege soll die Fähigkeiten der pflegebedürftigen Person oder ihrer Angehörigen erhalten oder zur Wiedererlangung fördern, um die Unabhängigkeit und das Wohlbefinden des Gepflegten zu erreichen. Die Elemente der Pflege werden in den ABEDL beschrieben.

## Komponenten des Modells

### ABEDL-Strukturmodell
Das ABEDL-Struktur-Modell bildet die Bedürfnisse, Fähigkeiten und Ressourcen des Menschen ab und dient als Erfassungs- und Datenzuordnungsinstrument, mit denen der individuelle Pflegebedarf benannt werden kann. Krohwinkel definiert 13 ABEDLs, die miteinander in Beziehung stehen, aber keine hierarchische Struktur aufweisen. Mit dieser Einteilung wird die Dokumentation des Pflegeprozesses ermöglicht, beispielsweise die strukturierte Erstellung einer Pflegeanamnese oder Pflegeplanung erleichtert. In Krohwinkels Modell sind elf Bereiche mit Ropers Modell identisch. Aus dem zwölften Bereich, in dem der Gepflegte versucht seine sozialen Bereiche zu sichern, ergibt sich aus dem rehabilitativen Ansatz Krohwinkels. Den dreizehnten Bereich, der „mit existentiellen Erfahrungen des Lebens umgehen“ umschrieben wird, gliedert Krohwinkel in die Existenz gefährdende Erfahrungen, die Existenz fördernde Erfahrungen und Erfahrungen, welche die Existenz fördern oder gefährden. Sie bezieht sich hierbei auf Erfahrungen wie Schmerz, Angst, Sicherheit, Vertrauen, aber auch Kultur und Biographie.
1. Kommunizieren können
2. Sich bewegen können
3. Vitale Funktionen des Körpers aufrechterhalten können
4. Sich pflegen können
5. Essen und trinken können
6. Ausscheiden können
7. Sich kleiden können
8. Ruhen und schlafen können
9. Sich beschäftigen können
10. Sich als Mann/Frau fühlen können
11. Für Sicherheit in der Umgebung sorgen können
12. Soziale Bereiche des Lebens sichern können
13. Mit existenziellen Erfahrungen des Lebens umgehen können

### Pflegerahmenmodell
Mit dem Pflegerahmenmodell definiert Krohwinkel die primären Interessen, Zielsetzungen und Methodik der Prozesspflege. Dabei sind diese zentralen Elemente handlungsorientiert auf den Pflegebedürftigen und seine Bezugspersonen ausgerichtet. Diese übergeordneten pflegerischen Handlungen und Aufgaben gliedern sich in drei Bereiche:

#### Das primäre pflegerische Interesse
Im Mittelpunkt des pflegerischen Interesses steht die pflegebedürftige Person. Für die Pflegekraft sind die pflegerischen Bedürfnisse, die individuellen Defizite des Gepflegten, seine Fähigkeiten und Ressourcen sowie sein Umgang mit existentiellen Erfahrungen des Lebens wesentlich und werden anhand der ABEDL definiert und beschrieben. Die Pflege wird dabei durch primäre Einflussfaktoren beeinflusst, zu denen beispielsweise die Umgebung, die Lebensverhältnisse des Pflegebedürftigen, Gesundheits-/Krankheitsprozesse und die Diagnostik und Therapie gehören.

#### Die primäre pflegerische Zielsetzung
Ziel pflegerischen Handelns ist die Erhaltung, Förderung beziehungsweise das Wiedererlangen von Wohlbefinden und Unabhängigkeit des Gepflegten innerhalb der Lebensaktivitäten und im Umgang mit den existentiellen Erfahrungen des Lebens. Um dieses Ziel zu erreichen, müssen die Fähigkeiten des Pflegebedürftigen und seiner Bezugspersonen systematisch erfasst werden. Darauf aufbauend kann die Pflegekraft die pflegebedürftige Person stützen und fördern. Die primären pflegerischen Ziele sind von dem individuellen Zustand des Pflegebedürftigen unabhängig, egal ob er krank, behindert, gesund oder sterbend ist.

#### Die primären pflegerischen Hilfeleistungen
Innerhalb der Pflegemethodik werden fünf grundlegende Methoden zur Hilfeleistung zur Verfügung gestellt. Diese werden bedürfnis- und zielorientiert angewendet, dabei dienen die Handlungen der Pflegeperson primär der Stützung und Förderung des Einzelnen und sollen seine Unabhängigkeit erhalten beziehungsweise zum Ziel haben.
- Handeln für den Pflegebedürftigen
- Leiten und Führen des Gepflegten
- Sorge für eine die positive Entwicklung fördernde Umgebung
- Unterstützung des Pflegebedürftigen
- Anleitung, Beratung, Unterrichtung und Förderung der zu pflegenden Person und seiner persönlichen Bezugspersonen.[11]

### Pflegeprozessmodell
Krohwinkel definiert den Pflegeprozess als vierphasigen und individuellen Problemlösungs- und Beziehungsprozess. Dabei werden zunächst Daten im Rahmen der Pflegeanamnese erhoben, darauf basierend werden im zweiten Schritt innerhalb der Pflegeplanung die Ziele und Maßnahmen festgelegt. Als dritter Schritt wird die Pflege durchgeführt und die geplanten Maßnahmen kreativ umgesetzt, ehe als letzter Schritt des Pflegeprozesses die als Evaluation bezeichnete Auswertung erfolgt. Diese wird durch eine Soll-Ist-Analyse und eine Rückmeldung (Feedback) ermöglicht.
In diesem Prozess ist die Pflegeprozessdokumentation ein wesentlicher Bestandteil. Für Krohwinkel ist diese Dokumentation ein Mittel zur interdisziplinären Zusammenarbeit, dient als Bewertungsbasis, kann zur Entwicklung neuer Erkenntnisse sowie zur Überprüfung der Pflegeleistung genutzt werden und erhöht die Wirksamkeit und Beständigkeit der Pflege.

### Managementmodell
Mit dem Managementmodell werden die nach Krohwinkels Ansicht notwendigen Rahmenbedingungen der Pflege definiert. Dazu gehören zeitliche, personelle und strukturelle Ressourcen, die zur Erfüllung der pflegerischen Hauptaufgaben und Verantwortungsbereiche erforderlich sind. Dabei beschreibt sie fünf Tätigkeitsbereiche:
- Direkte Pflege: Konkrete Durchführung der Pflegemaßnahmen
- Pflegedokumentation: Durchführung der pflegerischen Dokumentation innerhalb des Pflegeprozesses
- Arbeitsorganisation: Bedarfsanalyse, Festlegung der Entscheidungs-, Delegations- und Evaluationsverantwortung für die pflegerischen Aufgaben, Methoden und Ressourcen
- Diagnostik und Therapie: Übernahme der Durchführungsverantwortung innerhalb ärztlicher Entscheidungs-, Delegations- und Evaluationsverantwortung
- Kooperations- und Koordinationsleistungen: Aufgaben, die in Abstimmung mit den anderen Berufsgruppen und Arbeitsbereichen von der Pflege wahrgenommen werden[13]

### Methode des reflektierenden Erfahrungslernens
Die Methode des reflektierenden Erfahrungslernens ist in ihrer Struktur identisch zu der des Pflegeprozesses. Durch die Anwendung des Regelkreises wird aus der pflegerischen Handlung ein Prozess, der zu erfahrungsbasiertem Lernen führt. Notwendig und sinnvoll ist diese Form des Lernens laut Krohwinkel, weil dadurch analytisch gewonnene Erkenntnisse zur Reflexion des Handelns und einem erneuerten Problembewusstsein führen. Dadurch werden neue Handlungen und Maßnahmen angeregt, positive und erfolgreiche Handlungen werden dadurch in das individuelle Handlungsrepertoire aufgenommen und verstärkt. Krohwinkel nimmt an, dass die Synthese von Erfahrungen und Theorie dauerhaft zu einem veränderten Pflegeverständnis und zu neuen Pflegekonzepten führt.